# Jeme Tien Yow

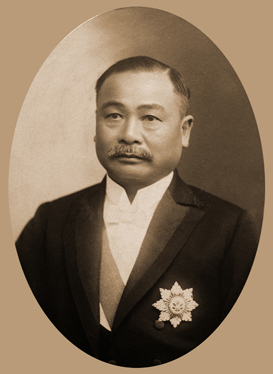
Jeme Tien Yow

Jeme Tien Yow (詹天佑; Pinyin: Zhān Tiānyòu; * 1861; † 1919) war ein chinesischer Ingenieur und Pionier des Eisenbahnbaus. Er ist der Erbauer der ersten ohne ausländische Hilfe entstandenen chinesischen Eisenbahnstrecke von Peking nach Zhangjiakou, die heute Teil der Bahnstrecke Peking–Baotou von der Hauptstadt in die Innere Mongolei ist.
Der ehemalige Wohnsitz von Jeme Tien Yow (Zhan Tianyou guju) in Wuhan steht seit 2001 auf der Liste der Denkmäler der Volksrepublik China (5-498).